# British Hockey League 1988/89
Die Saison 1988/89 war die siebte Spielzeit der British Hockey League, der höchsten britischen Eishockeyspielklasse. Meister wurden die Durham Wasps.

## Modus
In der Hauptrunde absolvierte jede der zehn Mannschaften insgesamt 36 Spiele. Der Erstplatzierte der Hauptrunde wurde Meister. Für einen Sieg erhielt jede Mannschaft zwei Punkte, für ein Unentschieden einen Punkt und für eine Niederlage null Punkte.

## Hauptrunde

### Tabelle
|     | Klub                 | Sp | S  | U | N  | Tore    | Punkte |
| --- | -------------------- | -- | -- | - | -- | ------- | ------ |
| 1.  | Durham Wasps         | 36 | 26 | 4 | 6  | 371:246 | 56     |
| 2.  | Murrayfield Racers   | 36 | 25 | 2 | 9  | 404:266 | 52     |
| 3.  | Fife Flyers          | 36 | 24 | 1 | 11 | 311:231 | 49     |
| 4.  | Nottingham Panthers  | 36 | 22 | 5 | 9  | 305:193 | 49     |
| 5.  | Whitley Warriors     | 36 | 22 | 2 | 12 | 347:266 | 46     |
| 6.  | Ayr Bruins           | 36 | 17 | 4 | 15 | 285:273 | 38     |
| 7.  | Peterborough Pirates | 36 | 9  | 4 | 23 | 268:331 | 22     |
| 8.  | Solihull Barons      | 36 | 9  | 3 | 24 | 228:386 | 21     |
| 9.  | Tayside Tigers       | 36 | 7  | 3 | 26 | 236:331 | 17     |
| 10. | Streatham Redskins   | 36 | 4  | 2 | 30 | 221:453 | 10     |

Sp = Spiele, S = Siege, U = Unentschieden, N = Niederlagen